# Orgilus hofferi
Orgilus hofferi är en stekelart som beskrevs av Capek 1989. Orgilus hofferi ingår i släktet Orgilus och familjen bracksteklar. Inga underarter finns listade i Catalogue of Life.